# Sphaerodactylus armasi
Sphaerodactylus armasi este o specie de șopârle din genul Sphaerodactylus, familia Gekkonidae, descrisă de Ernest Justus Schwartz și Garrido 1974. A fost clasificată de IUCN ca specie în pericol. Conform Catalogue of Life specia Sphaerodactylus armasi nu are subspecii cunoscute.